# سیارک ۱۸۱۵۰
سیارک ۱۸۱۵۰ (به انگلیسی: 18150 Lopez-Moreno، نامگذاری:2000OC60) هجده هزار و صد و پنجاهمین سیارک کشف شده‌است که در ۲۹ ژوئیه ۲۰۰۰ کشف شد.
قدر مطلق سیارک برابر ۴۶.۷ است.